# 清光寺 (埼玉県伊奈町)
清光寺（せいこうじ）は、埼玉県北足立郡伊奈町にある天台宗の寺院。

## 歴史
創建年代は不明であるが、1698年（元禄11年）寂の運海によって開山された。江戸時代までは、本堂をはじめ、各種の堂宇が立ち並ぶ伽藍を形成していた。ただ当寺は檀家制を採っていなかったことから、明治初期の神仏分離・廃仏毀釈の荒波にもまれて、観音堂を除き取り壊されたという。この観音堂は「小室観音堂」と呼ばれ、実質的な当寺の本堂となっている。
当寺は檀家制ではないが、信徒という形で地元の小貝戸地区の住民がかかわっている。信徒が組織した「親和会」によって実質的に運営されている。

## 文化財
- 小貝戸貝塚（埼玉県指定史跡 大正13年3月31日指定）[3]
- 木造聖観世音菩薩立像（伊奈町指定有形文化財 昭和43年3月1日指定）[4]

## 交通アクセス
- 伊奈中央駅より徒歩19分。